# Антоні Дюрер
Анто́ні Дю́рер, також Анто́н (нім. Anthoni Dürer або нім. Antony Dürer, точні дати народження і смерті невідомі, нар. в Айтоші, біля Дьюли, Угорщина в кінці XIV століття — угорський золотар, дід німецького художника Альбрехта Дюрера.

## Біографічні відомості
Антоні Дюрер був батьком Альбрехта Дюрера старшого. У давнішій німецькій науковій літературі висувалася теза про те, ніби Антоні Дюрер є нащадком німецьких переселенців, які ще в XIII столітті залишили свою батьківщину аби заснувати біля Дьюли (Угорщина) ремісничу колонію. Зараз ця теза визнана науковою спільнотою як хибна, оскільки не існує жодних достовірних підтверджень про існування такого німецького поселення. Припущення про те, що Антоні Дюрер був нащадком родини Айтош, існування якої підтверджено документами, також сьогодні відкидається. Проте саме ім'я Антоні Дюрера вказує на його походження з Айтоша (пор.: угор. ajtó = нім. Tür, тобто двері = Dürer). Припускають, що топонім угор. Ajtós був трансформований в Антоні, а Дюрер є німецькомовним вартіантом того самого слова Ajtó.
Раніше популярна теза про те, що родина Дюрера походить з угорської аристократії, зараз вважається малоімовірною. Сам Альбрехт Дюрер у родинній хроніці не згадує про жодних аристократичних предків.
На сьогодні історики вважають доконаними фактами те, що Антоні Дюрер народився в кінці XIV століття в Айтоші й ще в дитинстві переїхав з батьками до Дьюли, де вивчив ремесло золотаря в одного з місцевих майстрів. Хто був цей майстер достеменно невідомо, проте німецький журналіст Егон Ервін Кіш, що досліджував родовід Дюрера, висував припущення про те, що це міг бути Майстер Ауріфабер, чий син Ніколаш також навчався золотарства, а в кінці XV століття був у Дьюлі бургомістром і суддею.
Близько 1410 року (за даними Курта Пільца) Антоні став майстром-золотарем. Згодом він одружився з Єлизаветою (Елізабет), яка, ймовірно, була німецького походження. Саме завдяки матері Альбрехт Дюрер старший опанував німецьку мову, якою, судячи з листів, що збереглися, він володів як рідною. У подружжя Дюрерів було четверо дітей: дочка Катерина та троє синів: Альбрехт, Ласло (Ласлен) та Йоганнес.
На сьогодні не збереглося жодного виробу авторства Антоні Дюрера.
З його трьох синів лише Альбрехт продовжив батькову справу. Другий син, Ласло, опанував ремесло лимаря (робив сідла), його син Ніклас Унгер став також золотарем і оселився у Кельні. Третій син, Йоганнес, після студій теології став пастором в Ораді (нім. Grosswardein, зараз Румунія).